# Osoje (Vareš, BiH)
Osoje je naseljeno mjesto u općini Vareš, Federacija Bosne i Hercegovine, BiH.

## Stanovništvo

### 1991.
Nacionalni sastav stanovništva 1991. godine, bio je sljedeći:
ukupno: 66
- Hrvati - 46
- Srbi - 2
- Jugoslaveni - 13
- ostali, neopredijeljeni i nepoznato - 5

### 2013.
Nacionalni sastav stanovništva 2013. godine, bio je sljedeći:
ukupno: 27
- Hrvati - 24
- ostali, neopredijeljeni i nepoznato - 3